# フジグラン松山
フジグラン松山（フジグランまつやま、英称:Fuji GRAND MATSUYAMA）とは、愛媛県松山市宮西に所在する、フジが展開するショッピングセンターである。

## 概要
1973年（昭和48年）4月に開店した「フジショッピングスクエア駅前店」（後に、「フジショッピングスクエア松山店」と改称）を改築し、フジ初の本格的なコミュニティSCとして1989年（平成元年）12月にオープン。同社の本部も同一敷地内にあり、事実上の本店で、法人登記上の本店でもある。また、店舗別売上高でも首位であったが、現在は、新しくオープンしたエミフルMASAKIに抜かれて第2位となっている。
2010年（平成22年）8月23日から、別棟 (FITTA) 2階に、年末年始以外無休の松山市パスポートセンター開設。

## 建物
- 本館 - 鉄骨造6階建
  - 生活館 - 主に食料品、日用雑貨品、衣料品、住関連用品の販売を行う。
  - 遊々館 - カルチャー教室、飲食レストランなどがある。
  - グランドーム - 生活館と遊々館を結ぶ全面総ガラス張りのアトリウムコート。
- 本部第3ビル - 鉄骨造5階建、カルチャー教室と託児所、立体駐車場がある。
- グラン松山SC管理ビル - 鉄骨造3階建、SCの運営本部が入居。
- フジグラン松山SC北側立体駐車場 - 鉄骨造5階建
- スポーツクラブFITTA - 鉄骨造5階建

## 売り場
| 階 | 生活館                                     | 遊々館                               |
| -- | ------------------------------------------ | ------------------------------------ |
| 4F | ホームファニシングと書籍・スポーツのフロア | アミューズメント・專門店・ギャラリー |
| 3F | 紳士・子供とファミリーのフロア             | グランキッチン（フードコート）       |
| 2F | レディスファッションと服飾のフロア         | グルメアヴェニュー                   |
| 1F | 食料品のフロア                             | グルメアヴェニュー                   |

### テナント
テナント情報については、フジグラン松山 | テナント情報を参照

## 周辺
- エディオン松山本店
- キスケBOX
- 愛媛ダイハツ販売
- 愛媛トヨタ自動車
- 愛媛トヨペット
- 愛媛信用金庫宮西支店
- 伊予銀行宮西出張所
- 総務省四国総合通信局
- 松山宮田郵便局

## 交通アクセス
- 伊予鉄道
  - 環状線宮田町停留場下車、徒歩約1分。
  - 高浜線古町駅下車、徒歩約5分。
- JR予讃線松山駅下車、徒歩約5分。